# 合花蟹蛛
合花蟹蛛（学名：Xysticus connectens）为蟹蛛科花蟹蛛属的动物。在中国大陆，分布于北京等地。